# Клименко, Екатерина Андреевна
Екатерина Андреевна Клименко (род. 25 декабря 1933, Старая Меловая, Центрально-Чернозёмная область) — директор детского дома № 2, город Бийск Алтайского края.

## Биография
Родилась 25 декабря 1933 года в селе Старая Меловая Петропавловского района Воронежской области. Русская.
В 1952 году окончила педагогическое училище имени Н. К. Крупской в городе Богучар Воронежской области. В 1952—1956 годах работала учителем начальных классов семилетней школы в посёлке Победа Целинного района Алтайского края.
В 1956 году переехала в город Бийск Алтайского края. В 1956—1957 годах — воспитатель школы № 18; в 1957—1958 годах — заведующая детским сектором клуба строителей; в 1958—1970 годах — учитель, старшая пионервожатая школы № 18; в 1970—1971 годах — старшая пионервожатая, заместитель директора по учебно-воспитательной работе, в 1971—2000 годах — директор детского дома № 2.
Е. А. Клименко выступила инициатором организации детского дома семейного типа «Гнёздышко», единственного в Алтайском крае. Дети-сироты были собраны со всего края и организованы в семьи.
Указом Президиума Верховного Совета СССР от 16 декабря 1987 года за большие заслуги в коммунистическом воспитании, обучении, гражданском становлении детей-сирот и детей, оставшихся без попечения родителей, Клименко Екатерине Андреевне присвоено звание Героя Социалистического Труда с вручением ордена Ленина и золотой медали «Серп и Молот».
С 1988 года на протяжении 15 лет избиралась членом правления Центрального Советского детского фонда имени В. И. Ленина. В 1988 году была назначена представителем Алтайского края во Всесоюзный совет по народному образованию: занималась вопросами охраны детства. Делегат Всесоюзного съезда работников народного образования.
Автор ряда методических разработок по теме «Создание условий для содержания и воспитания детей в детских домах семейного типа» и статей о воспитании детей в семье, о нравственно-эстетическом воспитании молодежи. Работы опубликованы в журнале «Воспитание школьников» и других.
С 2000 года — на пенсии. Живёт в городе Бийск Алтайского края.

## Награды и звания
Награждена орденами Ленина, Трудового Красного Знамени, медалями, нагрудными знаками «Отличник народного просвещения РСФСР», «За заслуги перед городом Бийском» 1-й степени.
Почётный гражданин города Бийска.

## Память
Её имя занесено в Книгу почета Министерства просвещения РСФСР и республиканского комитета профсоюзов работников просвещения.